# Comuna Piatra, Teleorman
Piatra este o comună în județul Teleorman, Muntenia, România, formată numai din satul de reședință cu același nume.

## Demografie
Componența etnică a comunei Piatra
     Români (91,03%)
     Alte etnii (0,26%)
     Necunoscută (8,71%)
Componența confesională a comunei Piatra
     Ortodocși (89,47%)
     Alte religii (1,42%)
     Necunoscută (9,11%)
Conform recensământului efectuat în 2021, populația comunei Piatra se ridică la 2.744 de locuitori, în scădere față de recensământul anterior din 2011, când fuseseră înregistrați 3.392 de locuitori. Majoritatea locuitorilor sunt români (91,03%), iar pentru 8,71% nu se cunoaște apartenența etnică. Din punct de vedere confesional, majoritatea locuitorilor sunt ortodocși (89,47%), iar pentru 9,11% nu se cunoaște apartenența confesională.

## Istorie
La sfârșitul secolului al XIX-lea, comuna făcea parte din plasa Marginea a județului Teleorman și era alcătuită din cătunele Piatra și Starița, cu o populație de 3521 de locuitori. În comună exista o școală mixtă frecventată de 98 de elevi și o biserică.
Anuarul Socec din 1925 consemnează comuna în plasa Zimnicea a aceluiași județ și cu o populație de 5205 de locuitori. În 1931, comuna capătă actuala structură, după ce satul Starița a dispărut.
În anul 1950, comuna a trecut în administrația raionului Zimnicea al regiunii Teleorman, raion care, doi ani mai târziu, a fost inclus în regiunea București.
În anul 1968, comuna a fost transferată la județul Teleorman, căpătând forma actuală.

## Politică și administrație
Comuna Piatra este administrată de un primar și un consiliu local compus din 11 consilieri. Primarul, Costel Strîmbu[*], de la Partidul Social Democrat, este în funcție din octombrie 2020. Începând cu alegerile locale din 2024, consiliul local are următoarea componență pe partide politice:
|  | Partid                          | Consilieri | Componența Consiliului | Componența Consiliului | Componența Consiliului | Componența Consiliului | Componența Consiliului | Componența Consiliului | Componența Consiliului |
|  | ------------------------------- | ---------- | ---------------------- | ---------------------- | ---------------------- | ---------------------- | ---------------------- | ---------------------- | ---------------------- |
|  | Partidul Social Democrat        | 7          |                        |                        |                        |                        |                        |                        |                        |
|  | Partidul Național Liberal       | 2          |                        |                        |                        |                        |                        |                        |                        |
|  | Alianța pentru Unirea Românilor | 2          |                        |                        |                        |                        |                        |                        |                        |